# Regeringen Peter Mohr Dam I
Peter Mohr Dams første regering var Færøernes regering fra 9. januar 1959 til 4. januar 1963. Den var en koalition mellem Javnaðarflokkurin (JF), Sambandsflokkurin (SB) og Sjálvstýrisflokkurin (SF), ledet af Peter Mohr Dam (JF). Den var den første regering hvor alle ministerne havde ansvaret for klart definerede sagsområder, i modsætning til de tidligere regeringer med ministre uden portefølje.
|                                           | Minister              | Parti | Fra            | Til            |
| ----------------------------------------- | --------------------- | ----- | -------------- | -------------- |
| Lagmand                                   | Peter Mohr Dam        | JF    | 9. januar 1959 | 4. januar 1963 |
| Vicelagmand                               | Kristian Djurhuus     | SB    | 9. januar 1959 | 4. januar 1963 |
| Ministerium                               | Minister              | Parti | Fra            | Til            |
| Finans-, fiskeri- og justitsministeriet   | Kristian Djurhuus     | SB    | 9. januar 1959 | 4. januar 1963 |
| Kommunal-, skole- og landbrugsministeriet | Niels Winther Poulsen | SF    | 9. januar 1959 | 4. januar 1963 |

## Eksterne links
- Færøernes lagmænd og regeringer siden 1948 Arkiveret 6. oktober 2014 hos  Wayback Machine

| Portal | Portal:Færøerne |